# Calcio ai V Giochi del Mediterraneo
Il torneo di calcio ai V Giochi del Mediterraneo si tenne a Tunisi dal 7 settembre al 17 settembre 1967.
Vide la vittoria congiunta delle Nazionali di Italia e Francia dopo che la finale, terminata per 0-0, diede la vincita agli italiani per sorteggio.
Di comune accordo fu altresì immediatamente deciso di condividere la conquista del trofeo.

## Riassunto del torneo

### Gruppo A
Il torneo si aprì il 7 settembre, il giorni precedente alla cerimonia di inaugurazione dei Giochi, con la vittoria allo Stade Chedly Zouiten della Francia per 3-1 sull'Algeria.
L'Italia esordì lo stesso giorno, perdendo 1-0 contro il Marocco, a segno con Mahgius. La prestazione della nazionale marocchina, rimasta in 10 uomini dal 38' del primo tempo, a seguito dell'espulsione di Fahdi, fu di gran lunga superiore alle attese. Al termine della gara, la FIGC presentò un ricorso, lamentando l'irregolarità di una sostituzione: infatti il portiere Ahal Ben venne sostituito da Amal al 4' del primo tempo per infortunio e rientrò in campo al 35' per sostituire Amal, a sua volta inforunatosi. Il reclamo però venne respinto dalla Commissione disciplinare dei Giochi, motivando in un comunicato, emanato nei giorni seguenti, che:
(Commissione disciplinare dei Giochi)
Nella seconda giornata del girone, la Francia superò il Marocco 2-0, mentre l'Italia vinse contro l'Algeria con lo stesso risultato.
Nell'ultima giornata l'Algeria vinse 3-1 contro il Marocco. L'Italia sconfisse 4-1 la Francia, terminando prima nel girone.
L'Algeria, classificatasi terza, al termine del girone presentò un ricorso contro l'Italia, chiedendone l'estromissione dal torneo per aver schierato tre calciatori professionisti: Anastasi, Fara e Chiarugi.

### Gruppo B
Avendo concluso con gli stessi punti, il 14 settembre la Spagna e la Tunisia disputarno uno spareggio allo Stadio olimpico di El Menzah avanti 40.000 spettatori, che si concluse con il risultato di 1-1. La Spagna si qualificò alle semifinali grazie al sorteggio.

## Semifinali
In semifinale l'Italia vinse contro la Spagna per 2-0, grazie all'autorete di Madarioga al 23' e al gol di Luciano Chiarugi all'81}'. L'incontro fu preceduto delle polemiche per il fitto calendario, che avevano costretto la Spagna a giocare tre partite in tre gioni. L'allenatore spagnolo José Santamaría se ne lamentò affermando:
Nell'altra semifinale la Francia vinse 3-0 contro la Turchia.

## Finale
Nei giorni precedenti la finale, gli organizzatori avevano deciso che nel caso la finale fosse finita in pareggio entrambe le squadre avrebbero vinto la medaglia d'oro. Tuttavia, la sera prima della finale, al termine di una riunione, il regolamento cambiò e fu deciso che l'eventuale situazione di parità sarebbe stata risolta con il sorteggio, secondo il rito del lancio della monetina.
La finale vide contrapposte Francia e Italia e terminò 0-0, dopo i tempi supplementari. Al termine della gara, quindi, l'arbitro chiamò a sé i due capitani, Nevio Scala e Planté, informandoli che si sarebbe proceduti la sorteggio. La decisione provocò decise proteste dei dirigenti italiani, che vennero sedate solo con l'esibizione del foglio ciclostilato riportante il comunicato della sera precedente, di cui loro erano rimasti all'oscuro.
L'arbitro chiese a Nevio Scala di scegliere la faccia della monetina preferita ed egli optò lo stesso lato indicato in precedenza per la determinazione del campo all'inizio della gara ed ai supplementari. Al termine dell'incontro il capitano italiano spiegò:
(Nevio Scala)
L'arbitro lanciò la monetina e l'Italia vinse il sorteggio.
Mentre i giocatori italiani iniziarono a festeggiare, il pubblico rumoreggiò per protestare contro la decisione di attribuire il premio secondo la sorte. Fu così che il comitato organizzatore decise di premiare i calciatori di entrambe le squadre con la medaglia d'oro.

## Fase a gironi

### Gruppo A
| Gruppo A | Gruppo A | Gruppo A | Gruppo A | Gruppo A | Gruppo A | Gruppo A | Gruppo A | Gruppo A |
| Squadra  | G        | V        | N        | P        | F        | S        | DR       | PT       |
| -------- | -------- | -------- | -------- | -------- | -------- | -------- | -------- | -------- |
| Italia   | 3        | 2        | 0        | 1        | 6        | 2        | +4       | 4        |
| Francia  | 3        | 2        | 0        | 1        | 6        | 5        | +1       | 4        |
| Algeria  | 3        | 1        | 0        | 2        | 4        | 6        | -2       | 2        |
| Marocco  | 3        | 1        | 0        | 2        | 2        | 5        | -3       | 2        |

| Tunisi 7 settembre 1967 | Francia | 3 – 1 | Algeria | Stade Chedly Zouiten |

| Arbitro: | Gerçeker |

|             |           |  |
| Mahgius 60’ | Marcatori |  |

| Arbitro: | Ben Ali |

|                               |           |  |
| Cresci 41’ Savoldi 14’ (rig.) | Marcatori |  |

| Tunisi 10 settembre 1967 | Francia | 2 – 0 | Marocco |  |

| Tunisi 12 settembre 1967 | Algeria | 3 – 1 | Marocco |  |

| Arbitro: | Seoudi |

|                                                    |           |                    |
| Baisi 9’ Anastasi 50’ Fara 55’ (rig.) Chiarugi 80’ | Marcatori | 65’ (rig.) Georgin |

### Gruppo B
| Gruppo B | Gruppo B | Gruppo B | Gruppo B | Gruppo B | Gruppo B | Gruppo B | Gruppo B | Gruppo B |
| Squadra  | G        | V        | N        | P        | F        | S        | DR       | PT       |
| -------- | -------- | -------- | -------- | -------- | -------- | -------- | -------- | -------- |
| Turchia  | 3        | 2        | 1        | 0        | 4        | 2        | +2       | 5        |
| Spagna   | 3        | 1        | 1        | 1        | 4        | 3        | +1       | 3        |
| Tunisia  | 3        | 1        | 1        | 1        | 4        | 3        | +1       | 3        |
| Libia    | 3        | 0        | 1        | 2        | 1        | 5        | -4       | 1        |

| Tunisi 8 settembre 1967 | Tunisia | 3 – 0 | Libia |  |

| Tunisi 9 settembre 1967 | Turchia | 2 – 1 | Spagna |  |

| Tunisi 11 settembre 1967 | Turchia | 1 – 0 | Libia |  |

| Tunisi 11 settembre 1967 | Tunisia | 0 – 2 | Spagna |  |

| Tunisi 13 settembre 1967 | Tunisia | 1 – 1 | Turchia |  |

| Tunisi 13 settembre 1967 | Libia | 1 – 1 | Spagna |  |

## Spareggio per il secondo posto nel girone
| Arbitro: | Şener |

|          |           |             |
| Akid 75’ | Marcatori | Irureta 63’ |

## Fase a eliminazione diretta
|  | Semifinali | Semifinali | Semifinali |         |        | Finale          | Finale          | Finale          |  |
|  |            |            |            |         |        |                 |                 |                 |  |
|  | Italia     | Italia     | 2          |         |        |                 |                 |                 |  |
|  | Italia     | Italia     | 2          |         |        |                 |                 |                 |  |
|  | Spagna     | Spagna     | 0          |         |        |                 |                 |                 |  |
|  | Spagna     | Spagna     | 0          |         | Italia | Italia          | 0               |                 |  |
|  |            |            |            |         | Italia | Italia          | 0               |                 |  |
|  |            |            | Francia    | Francia | 0      |                 |                 |                 |  |
|  | Turchia    | Turchia    | Francia    | Francia | 0      | 0               |                 |                 |  |
|  | Turchia    | Turchia    |            |         |        | 0               |                 |                 |  |
|  | Francia    | Francia    | 3          |         |        | Finale 3º posto | Finale 3º posto | Finale 3º posto |  |
|  | Francia    | Francia    | 3          |         |        |                 |                 |                 |  |
|  |            |            |            |         |        |                 |                 |                 |  |
|  |            |            |            |         |        | Spagna          | Spagna          | 2               |  |
|  |            |            |            |         |        | Spagna          | Spagna          | 2               |  |
|  |            |            |            |         |        | Turchia         | Turchia         | 1               |  |

### Semifinali
| Arbitro: | Attig |

|                                   |           |  |
| Madariaga 23’ (aut.) Chiarugi 81’ | Marcatori |  |

| Tunisi 15 settembre 1967 | Turchia | 0 – 3 | Francia |  |

### Finale 3/4º posto
| Arbitro: | D'Agostini |

|                                                                                               |            |                                                                                               |
| Solaegui 61’ Irureta 71’                                                                      | Marcatori  | 56’ Karadoğan                                                                                 |
| Mora; Ochoa, Cabezas. Mova, Betzuen, Gonzales; Irureta, Alfonseda, Solaegui, Tejada, Gabarro. | Formazioni | Özdenak; Sert, Arca; Gençosmanoğlu, Konca, Okyar, Saner, Yalçıntaş, Göçmen, Karadoğan, Tezol. |

### Finale
| Arbitro: | Bellkauas |

| |            | |
| Vecchi, Pasetti, Botti, Battisodo, Cresci, Scala, Baisi (sost), D. Parola, Anastasi, Fara, Chiarugi, All. Paolo Todeschini | Formazioni | Riboul, Planté, M. Verhove, Zix, Lempereur, Hollet, Kanyan, Hodoul, Georgin, Horlaville, A. Verhove |

## Medagliere
| Posizione | Paese   |
| --------- | ------- |
|           | Francia |
|           | Italia  |
|           | Spagna  |
| 4         | Turchia |